# タキイ種苗
タキイ種苗株式会社（タキイしゅびょう）は、京都府京都市下京区に本社を置く種苗会社である。1835年（天保6年）創業。「桃太郎トマト」の種苗でその名を広く知られる種苗会社である。

## 沿革
- 1835年 - 初代・瀧井治三郎（たきいちさぶろう）が大森屋治右衛門（おおもりやちえもん）と名乗り、優良な種苗を採種し希望に応じて分譲を開始した。これが種苗業の始まりである。
- 1905年 - 初めてカタログを発行、国内初の種苗類の通信販売業を開始。
- 1920年 - 個人経営から株式会社に。「株式会社瀧井治三郎商店」を設立。
- 1926年 - 社名を「タキイ種苗株式会社」に改称。
- 1935年 - 京都府乙訓郡新神足村（現在の長岡京市）に禹長春を招聘して長岡実験農場（タキイ長岡研究農場）を開場。
- 1947年 - 長岡研究農場に園芸専修学校（現在のタキイ研究農場付属園芸専門学校）を設置。
- 1961年 - タキイ研究農場茨城分場を茨城県牛久市に開場。
- 1964年 - 本社新社屋完成。
- 1968年 - 長岡研究農場が滋賀県甲西町（現在の湖南市）に移転。
- 1982年 - 米国加州支店を廃止し、「アメリカン・タキイ」を設立。
- 1984年 - 長沼試験農場を北海道夕張郡に開設。
- 1985年 - 塩尻試験農場を長野県塩尻市に開設。トマト「桃太郎」を発表。
- 1990年 - オランダに現地法人タキイヨーロッパ（TE）を設立。
- 1992年 - 富士見試験農場開設（長野県諏訪郡）、塩尻市の試験農場と併せて長野試験農場となる。
- 1995年 - 創業160周年を迎える。南フランスにタキイフランス（TFSA）を設立。
- 1999年 - 研究農場茨城分場を茨城県河内町に移転。ブラジルに合弁会社タキイブラジルを設立（ブラジル・サンパウロ）。
- 2000年 - ATIユマ農場がオープン（アメリカ・アリゾナ州）。
- 2002年 - インドネシアに現地法人タキイインドネシア（PTTI）を設立。
- 2003年 - 韓国タキイ株式会社（TKC）、育種研究所を開設。チリに現地法人タキイチリを設立。
- 2007年 - K. サヒン・ザーデン社を買収。
- 2007年 - デンマークの草花種子会社、グローバルフラワーズ社を買収。タキイブラジル新農場を開設（サンパウロ州コスモポリス）。
- 2007年 - 熊本県菊陽町に熊本研究農場 開設。次世代型農業への栽培研究・検証施設であるタキイ徳島スマートラボ稼働。
- 2013年 - 現地法人タキイインディアを設立（インド・ベンガルール）。
- 2015年 - 創業180周年を迎える。関東支店を開設（茨城県つくば市）。
- 2016年 - 次世代型農業研究実証事業のため農業法人Ｔファームいしい株式会社（徳島県）を設立。リト・トフムジュルク社（トルコ）の野菜育種部門買収。
- 2017年 - 熊本県菊陽町に熊本研究農場を開設。次世代型農業への栽培研究・検証施設であるタキイ徳島スマートラボ稼働。

## 歴代社長
1. 瀧井治三郎初代（大森屋治右衛門）1835年創業
2. 瀧井治三郎二代　1880年継承
3. 瀧井治三郎三代　1906年継承 ‐ 1890年生まれ。先代の三男。[2]
4. 瀧井利彌　1970年就任 ‐ 1919年生まれ。先代の長男。立命館大学出身。[2]
5. 瀧井傳一　1991年就任
6. 川瀬貴晴　2023年就任

## 野菜の総括
タキイ種苗は2015年より毎年310人を対象に野菜に対する調査を行い、「野菜の総括」として公表している。この調査を通して1年間の野菜の世相を明らかにすることを目的としている。

### 食べる機会が多かった野菜
| 年     | 1位      | 2位      | 3位        |
| ------ | -------- | -------- | ---------- |
| 2015年 | タマネギ | キャベツ | ダイコン   |
| 2016年 | タマネギ | キャベツ | ジャガイモ |
| 2017年 | タマネギ | キャベツ | トマト     |
| 2018年 | キャベツ | タマネギ | トマト     |
| 2019年 | タマネギ | キャベツ | トマト     |
| 2020年 | タマネギ | キャベツ | トマト     |

## テレビ番組
- 日経スペシャル ガイアの夜明け 一粒のタネが金を生む 〜究極の種子を開発せよ〜（2005年8月9日、テレビ東京）[6]
- 日経スペシャル カンブリア宮殿 創業176年の教え "一粒万倍"経営 ～良いタネを売れば会社は発展するが 一粒でも悪い物を売れば 会社は潰れる～（2011年10月27日、テレビ東京）[7]
- 有吉園芸[8]（2024年10月8日～、BS朝日） - 現在の提供スポンサー